# 交響曲第81番 (ハイドン)
交響曲第81番 ト長調 Hob. I:81 は、フランツ・ヨーゼフ・ハイドンが1784年に作曲した交響曲。

## 概要
第79番から本作までの3曲は1783年から翌年にかけて作曲されたが、いずれも作曲の経緯はわかっていない。ハイドン研究で知られるアントニー・ヴァン・ホーボーケンは、一連の作品のうち本作が最初に書かれ、第79番が最後に書かれたと推測している。

## 楽器編成
| 木管         | 木管 | 金管         | 金管         | 打         | 打       | 弦              | 弦 |
| ------------ | ---- | ------------ | ------------ | ---------- | -------- | --------------- | -- |
| フルート     | 1    | ホルン       | 2            | ティンパニ | 0        | 第1ヴァイオリン | ●  |
| オーボエ     | 2    | トランペット | 0            | 他         |          | 第2ヴァイオリン | ●  |
| クラリネット | 0    | 他           |              | 他         | ヴィオラ | ●               |    |
| ファゴット   | 2    | 他           | チェロ       | 他         | ●        |                 |    |
| 他           |      | 他           | コントラバス | 他         | ●        |                 |    |

## 曲の構成
全4楽章、演奏時間は約25分。
- 第1楽章 ヴィヴァーチェ
ト長調、4分の4拍子、ソナタ形式。

チェロによる8分音符の刻み（ト音）に乗って、第2ヴァイオリンが全音低いヘ音を伸ばす不思議な始まり方をする。ニ長調に転調した後、愛らしい第2主題が現れる。展開部では冒頭の不思議な音程がさらに強調される。ハイドンらしく主題提示部と再現部は大幅に異なる。最後に冒頭の主題が戻ってきて静かに締めくくられる。

- 第2楽章 アンダンテ
ニ長調、8分の6拍子、三部形式風の変奏曲形式[2]。

シチリアーナによる変奏曲であるが、変奏はかなり単純で、第1変奏は少し装飾が加わり、第2変奏は短調、第3変奏は3連符、第4変奏は弦楽器にピッツィカートが現れる。

- 第3楽章 メヌエット：アレグレット - トリオ
ト長調、4分の3拍子。
和音がかなり異様なメヌエット。トリオ部分はファゴットと第1ヴァイオリンのユニゾンで旋律を奏で、短調で終わる。

- 第4楽章 フィナーレ：アレグロ ・マ・ノン・トロッポ
ト長調、 2分の2拍子（アラ・ブレーヴェ）、ソナタ形式。
冒頭のヴィオラとチェロによるユニゾンの音型が全曲を通してしつこく繰り返される。